# Proyectista (agente de la edificación)
En la Ley de Ordenación de la Edificación de España, el Proyectista es uno de los agentes de la edificación contemplados. Es el agente que por encargo del promotor y con sujeción a la normativa técnica y urbanística correspondiente, redacta el proyecto.
Podrán redactar proyectos parciales del proyecto, o partes que lo complementen, otros técnicos de forma coordinada con el autor de este. Cuando el proyecto se desarrolle o complete mediante proyectos parciales u otros documentos técnicos, cada proyectista asumirá la titularidad de su proyecto.

## Obligaciones
Son obligaciones del proyectista:
a) Estar en posesión de la titulación académica y profesional habilitante de arquitecto, arquitecto técnico, ingeniero, ingeniero técnico o Técnico Superior según corresponda y cumpliendo las condiciones exigibles para el ejercicio de la profesión.
b) Redactar el proyecto con sujeción a la normativa vigente y a lo que se haya establecido en el contrato y entregarlo, con los visados que en su caso fueran preceptivos.
c) Acordar, en su caso, con el promotor la contratación de colaboraciones parciales.
- Datos: Q6089080